# 헝산구 (지시시)

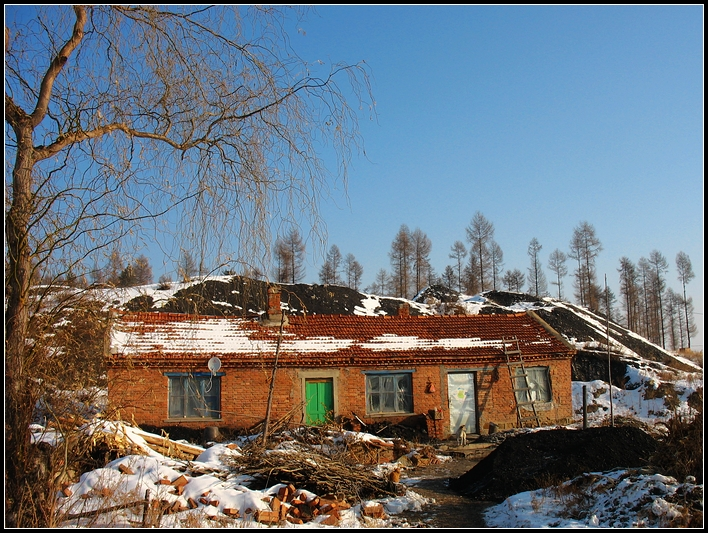

헝산구(한국어: 항산구, 중국어: 恒山区, 병음: Héngshān Qū)는 중화인민공화국 헤이룽장성 지시 시의 행정구역이다. 넓이는 587km2이고, 인구는 2007년 기준으로 170,000명이다.

## 행정 구역
7개 가도, 2개 향을 관할한다.
- 가도: 桦木林街道, 大恒山街道, 小恒山街道, 二道河子街道, 张新街道, 奋斗街道, 柳毛街道.
- 향: 红旗乡, 柳毛乡.